# Linhas de comunicação marítimas

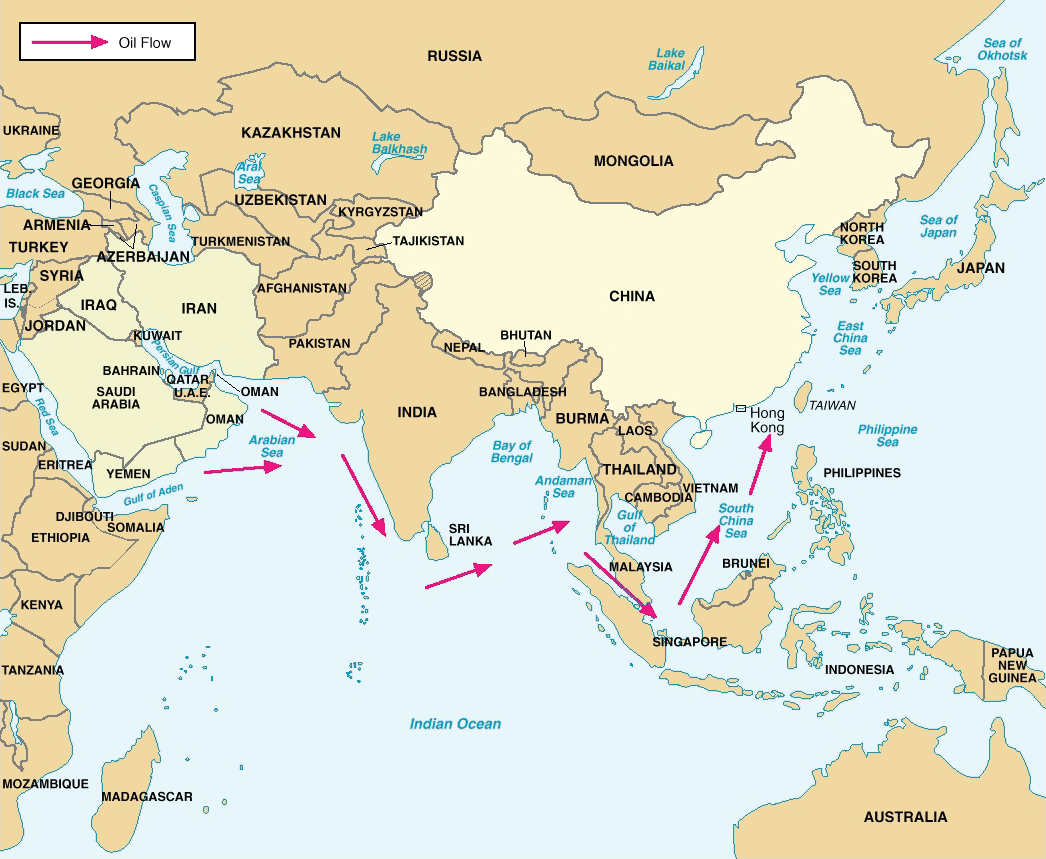
Linhas de comunicação marítimas críticas da China

As linhas de comunicação marítimas (abreviação LCM) são as principais rotas marítimas entre portos, usadas para comércio, logística e forças navais. O termo é geralmente usado em referência a operações navais para garantir que as LCMs estejam abertas ou, em tempos de guerra, para fechá-las. A importância das LCMs na geopolítica foi descrita em America's Strategy in World Politics, de Nicholas J. Spykman, publicado em 1942.
Durante a Guerra da Independência dos Estados Unidos e as Guerras Napoleônicas, por exemplo, as LCMs estavam, em sua maior parte, sob o controle da Marinha Britânica. Quando os britânicos perderam o controle sobre elas durante a Revolução, o resultado foi a queda de Yorktown e seu maior exército e, por fim, a guerra. Na era napoleônica, mantendo a beligerância durante todo o período, os britânicos embargaram e bloquearam qualquer país associado a Napoleão, o que gerou grandes dificuldades econômicas e deslocamentos que contribuíram para o descontentamento do povo francês com Napoleão.
Na Primeira e na Segunda Guerra Mundial, os britânicos e os alemães declararam bloqueio mútuo, e a Kriegsmarine tentou fechar as LCMs da América do Norte às Ilhas Britânicas com o uso de submarinos. Em cada caso, os Aliados conseguiram manter as rotas marítimas abertas. A Marinha dos Estados Unidos, na Segunda Guerra Mundial, fechou com sucesso as LCMs para o Japão, estrangulando a nação insular, pobre em recursos.